# Pierre Belon

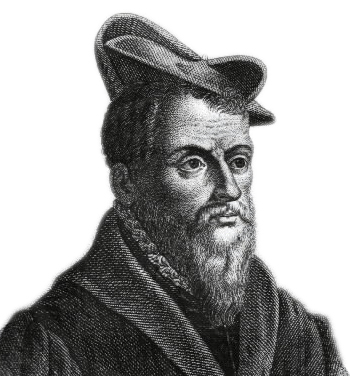
Pierre Belon

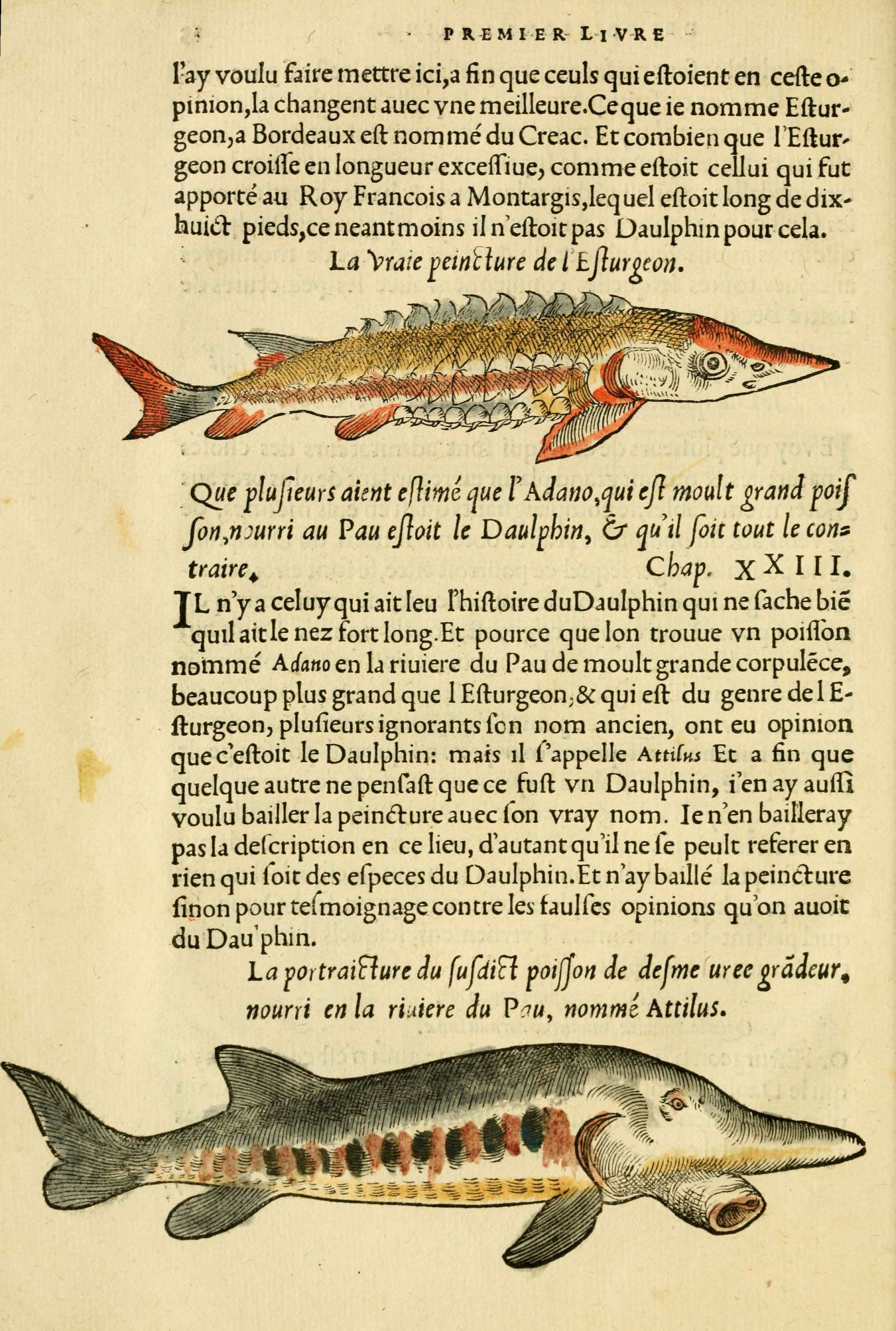
Seite aus L’histoire naturelle des estranges poissons marins von 1551

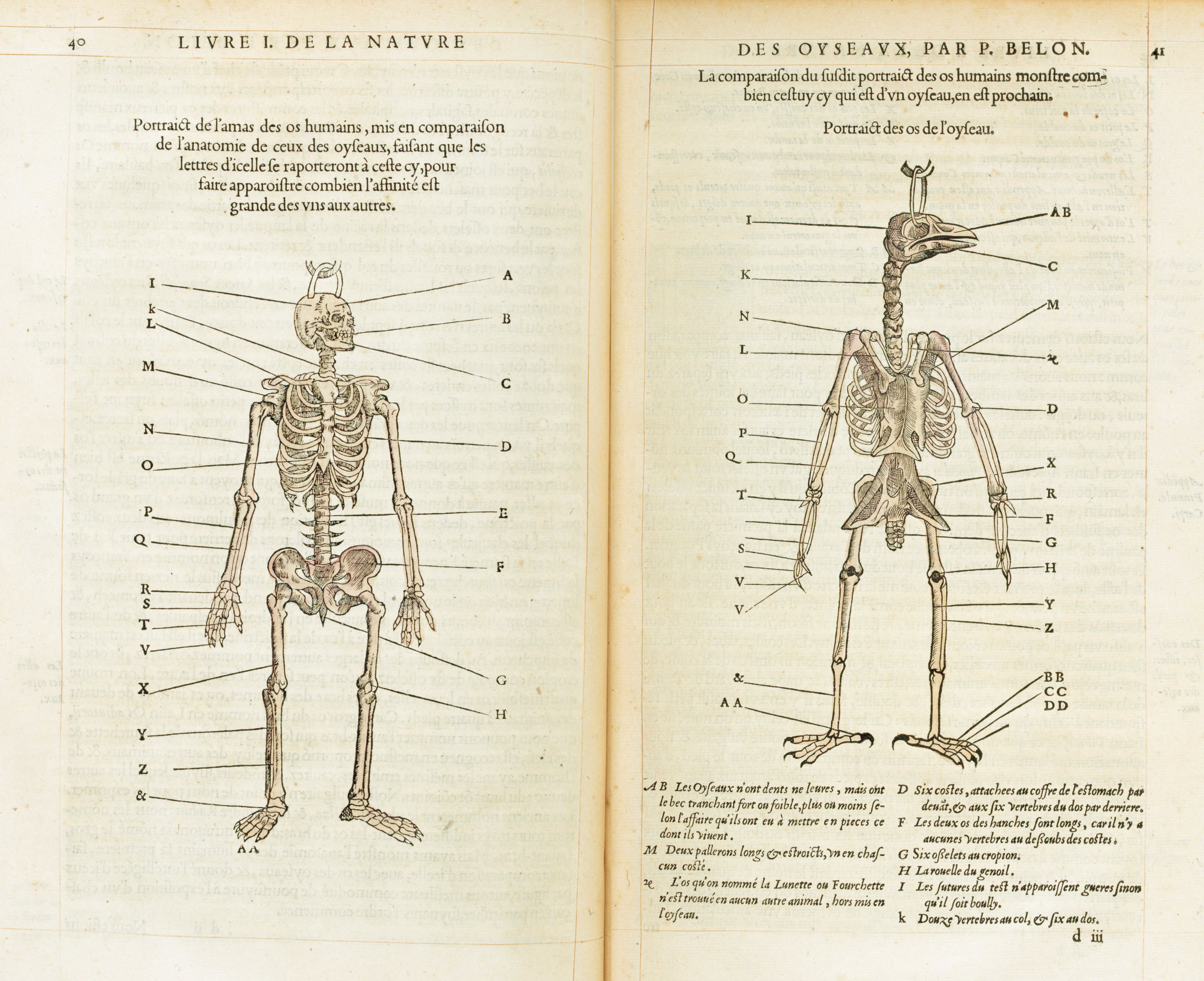
Vergleich der Skelette von Mensch und Vogel, aus L’histoire de la nature des oyseaux von 1555

Pierre Belon (oder Pierre Bellon, latinisiert Petrus Bellonius; * 1517 in Souletière bei Oizé; † 1564 in Paris) war ein französischer Naturforscher. Belon wurde durch seine Schriften über Fische und Vögel bekannt und gilt als Wegbereiter der vergleichenden Morphologie.

## Leben und Wirken
Belon wurde im bei Oizé gelegenen Weiler Souletière geboren. Über seine Herkunft ist nichts bekannt. Vor 1535 wurde Belon Lehrling bei René des Prez, dem Apotheker von Bischof Guillaume Duprat und später Günstling von René du Bellay (um 1500–1546), dem Bischof von Le Mans. Dieser ermöglichte Belon ab 1540 an der Universität Wittenberg zu studieren, wo er die Botanikvorlesungen von Valerius Cordus besuchte. Von Wittenberg aus unternahm Belon botanische Exkursionen in Deutschland und Böhmen. Während seines Aufenthalts dort begegnete er Martin Luther. Auf Empfehlung von Duprat wurde Belon 1542 Apotheker von Kardinal François de Tournon, der zu Belons bedeutendstem Förderer wurde. Mit vermutlich diplomatischen Auftrag reiste Belon nach Genf. Nach einem Streit mit Calvinisten wurde er dort für sechs Monate inhaftiert. 
Als Attaché brach Belon im Dezember 1546 im Gefolge des Botschafters Gabriel de Luetz (d’Aramon), dem auch Pierre Gilles angehörte, in die Levante auf. Die Mission, die für ihn 1549 endete, führte ihn nach Italien, Griechenland, auf die Mittelmeerinseln, in den Vorderen Orient und nach Ägypten. Ende 1549 begleite er Kardinal Tournon zur Konklave (1549–1550) auf dem die Wahl von Julius III. zum Papst stattfand. 1553 veröffentlichte Belon seine Reisebeschreibung Les observations.
1553 wurde Belon Arzt von François de Scépeaux. Sein Lizenziat für Medizin erwarb er am 18. Mai 1560. Belon wurde im April 1564 im Bois de Boulogne unter ungeklärten Umständen getötet.
Belons L’histoire naturelle des estranges poissons marins von 1551 enthält die ersten gedruckten Fischdarstellungen nach der Natur. Das zwei Jahres später veröffentlichte Werk De aquatilibus war eine stark erweiterte Ausgabe. In ihm wurden über 100 Fischarten beschrieben.  
Er beschrieb Pflanzen des Nahen Ostens und beobachtete als erster Ähnlichkeiten („Homologien“) im Grundbauplan des Skeletts der Wirbeltiere. Belon führte die Zeder, den Judasbaum und die Pistazie in Frankreich ein.

## Ehrungen
Charles Plumier benannte ihm zu Ehren die Gattung Bellonia der Pflanzenfamilie der Gesneriengewächse (Gesneriaceae). Carl von Linné übernahm später diesen Namen.

## Schriften (Auswahl)
- L’histoire naturelle des estranges poissons marins, avec la vraie peinctvre & description du Daulphin, & de plusieurs autres de son espece. Regnaud Chaudiere, Paris 1551 (Digitalisat).
- De admirabili opervm antiqvorvm et rerum suspiciendarum praestantia liber primus […].  Guillaume Cavellat, Paris 1553 (Digitalisat).
  - Gilles Corrozett, Paris 1553 (Digitalisat).
  - Benoît Prévost, Paris 1553 (Digitalisat).
- De aquatilibus, Libri duo. Charles Estienne, Paris 1553 (Digitalisat).
- De arboribvs coniferis, resiniferis, aliis quoque nonnullis sempiterna fronde virentibus, cum earundem iconibus ad viuum expressis. Guillaume Cavellat, Paris 1553 (Digitalisat).
  - Guillaume Cavellat, Paris 1553 (Digitalisat).
  - Gilles Corrozet, Paris 1553 (Digitalisat).
  - Benoît Prévost, Paris 1553 (Digitalisat).
- Les observations de plvsievrs singvlaritez & choses memorables, trouuées en Grece, Asie, Iudée, Egypte, Arabie, & autres pays estranges, redigées en trois liures. Gilles Corrozet, Paris 1553 (Digitalisat).
  - Guillaume Cavellat, Paris 1554 (Digitalisat).
  - Gilles Corrozet, Paris 1554 (Digitalisat).
  - Guillaume Cavellat, Paris 1555 (Digitalisat).
  - Gilles Corrozet, Paris 1555.
  - Jean Steelsius, Antwerpen 1555 (Digitalisat).
  - Christoffel Plantijn, Antwerpen 1555.
  - Hierosme de Marnef & viúva de Guillaume Cavellat, Paris 1588 (Digitalisat).
  - De neglecta stirpium cultura, atque earum cognitione libellus. Christoffel Plantijn, Antwerpen 1559 (Digitalisat) – Lateinische Übersetzung durch Charles de l’Écluse.
    - Christoffel Plantijn, Antwerpen 1589 (Digitalisat).
    - Plvrimarvm singvlarivm & memorabilium rerum in Graecia, Asia, Aegypto, Iudaea, Arabia, alliaq̃. exteris Prouinciis ab ipso conspectarum Obseruationes, tribus Libris expressae. Christoffel Plantijn, Antwerpen 1589 (Digitalisat).
- L’histoire de la natvre des oyseavx, avec levrs descriptions, & naïfs portraicts retirez dv natvrel […]. Gilles Corrozet, Paris 1555 (Digitalisat, Digitalisat).
  - Guillaume Cavellat, Paris 1555 (Digitalisat).
- La nature et diversité des poissons. Charles Estienne, Paris 1555 (Digitalisat).
- Portraits d’oyseaux, animaux, serpens, herbes, arbres, hommes et femmes d’Arabie et d’Égypte […]. Guillaume Cavellat, Paris 1557 (Digitalisat).
- Les remonstrances svr le defavlt dv labovr & culture des plantes, & de la cognoissance d’icelles. Gilles Corrozet, Paris 1558 (Digitalisat).
  - Guillaume Cavellat, Paris 1558.

Deutsche Ausgaben
Auszüge aus Les observations von 1555 (2. Buch, ab Kapitel 54)
- Peter Belon’s Bemerkungen auf einer Reise von Cairo durch den Sinaitischen Strich vom Peträischen Arabien nach Palästina. Zwischen den Jahren 1546 und 1549. In: Heinrich Eberhard Gottlob Paulus (Hrsg.): Sammlung der merkwürdigsten Reisen in den Orient. Band 1, Christian Heinrich Cuno's Erben, Jena 1792, S. 203–285 (Digitalisat).
- Peter Belon’s Bemerkungen auf seiner Reise durch Syrien. Fortsetzung. In: Heinrich Eberhard Gottlob Paulus (Hrsg.): Sammlung der merkwürdigsten Reisen in den Orient. Band 1, Christian Heinrich Cuno's Erben, Jena 1793, S. 3–26 (Digitalisat).